# Parque Pávlovsk

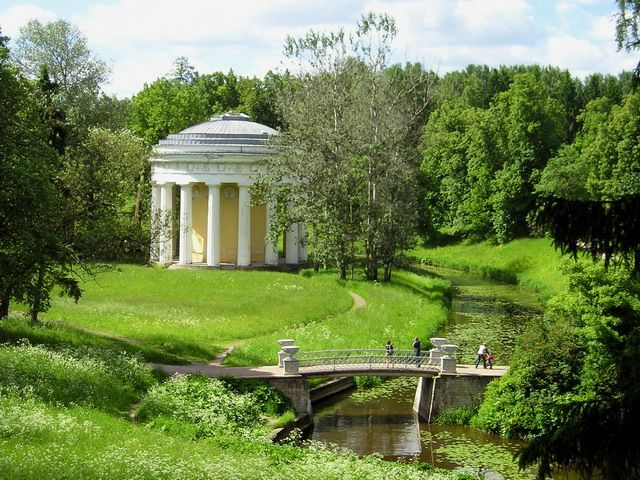
El templo de la Amistad (1780) en el Parque Pávlovsk, junto al río Slavianka

El parque Pávlovsk (en idioma ruso Павловский парк) es el parque que rodea el Palacio Pávlovsk, edificio imperial ruso del siglo XVIII, antigua residencia construida por el zar Pablo I de Rusia cerca de San Petersburgo. Tras su muerte, se convirtió en la casa de su viuda, Sofía Dorotea de Wurtemberg. Actualmente es un museo estatal y un parque público.

Vistas del parque Pavlovsk
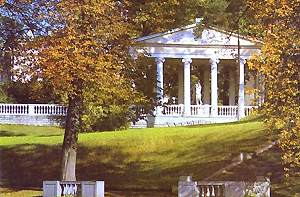
Pabellón de las tres gracias
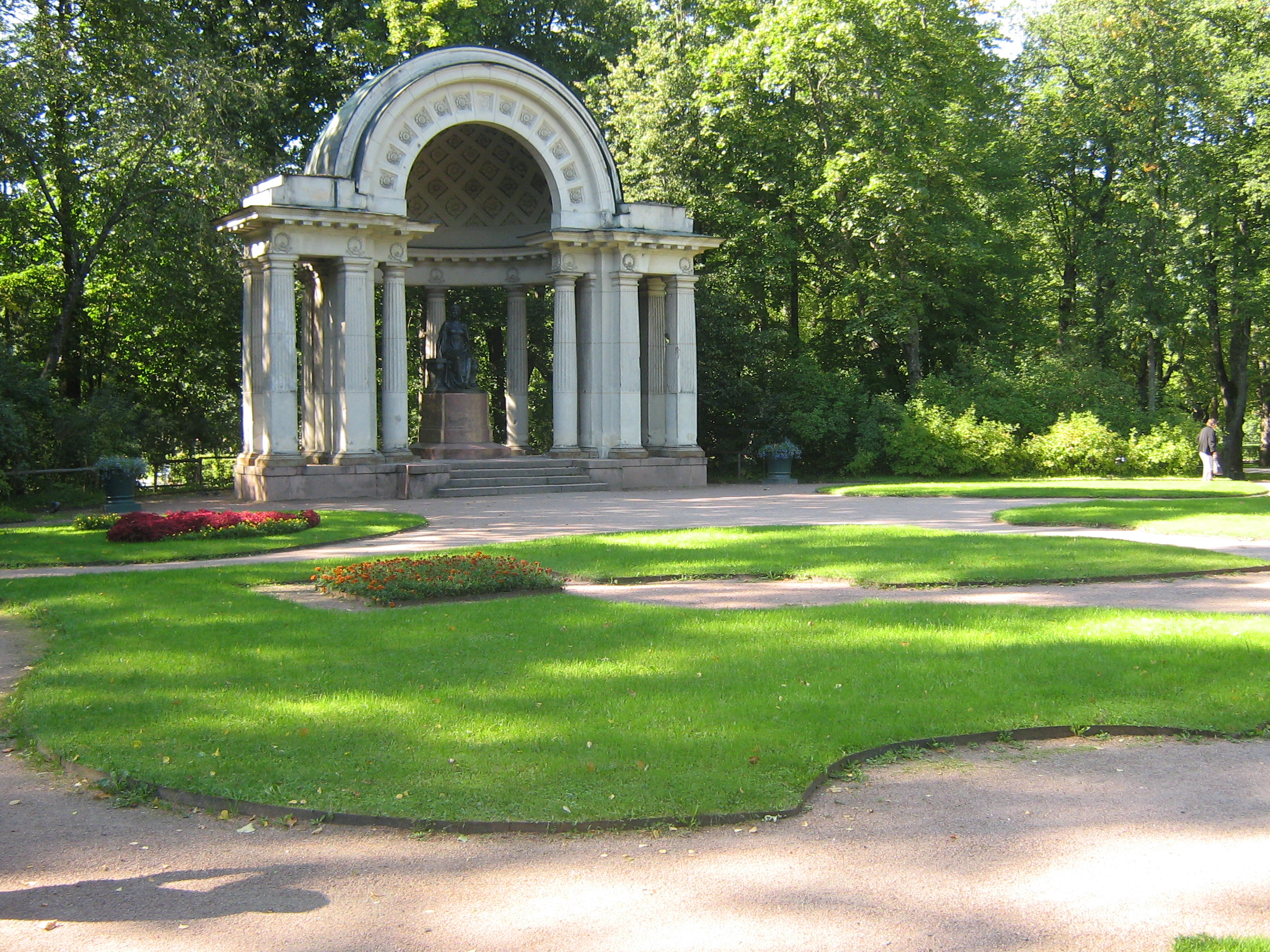
El pabellón Rossi
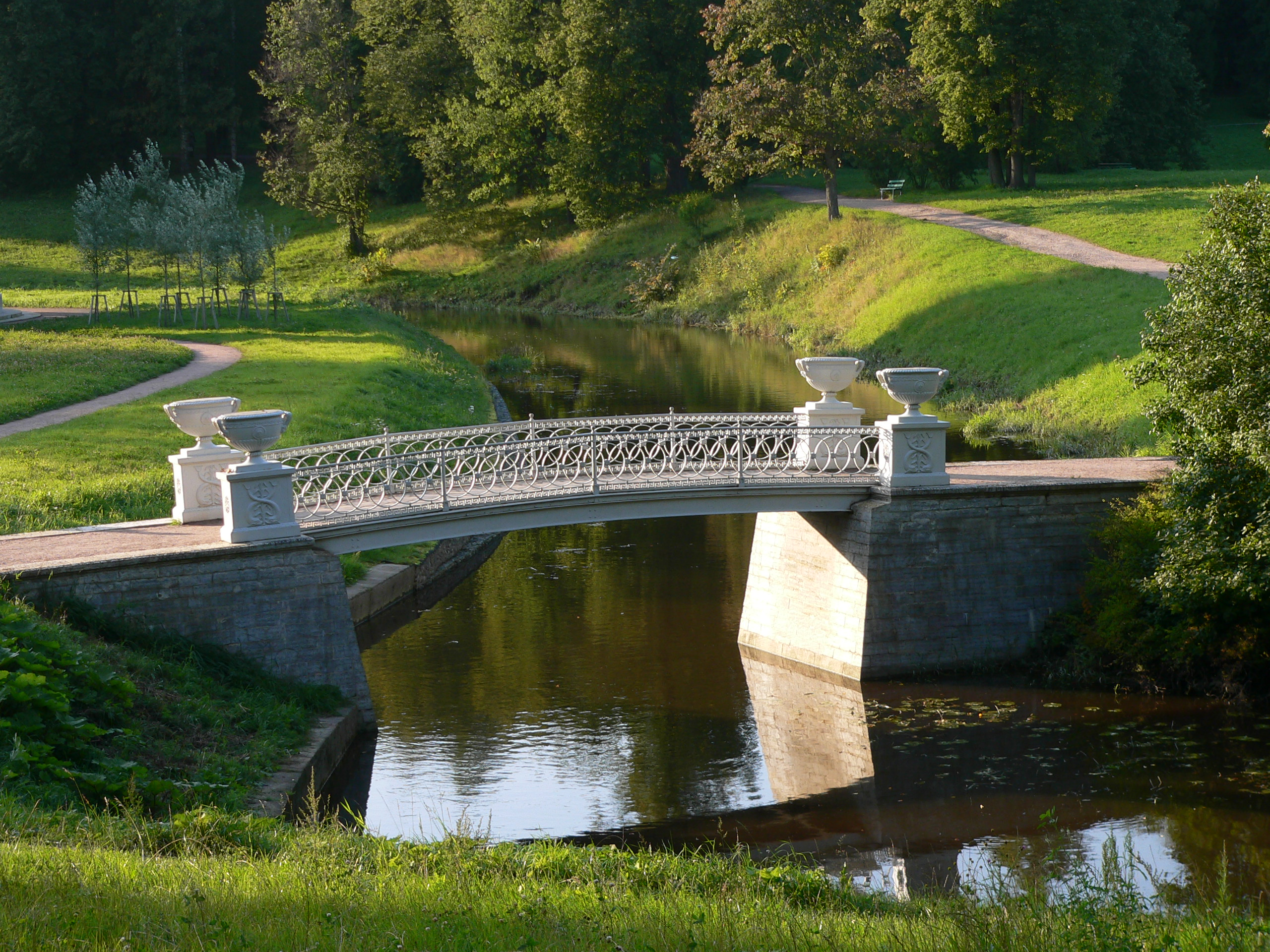
Puesto de hierro forjado
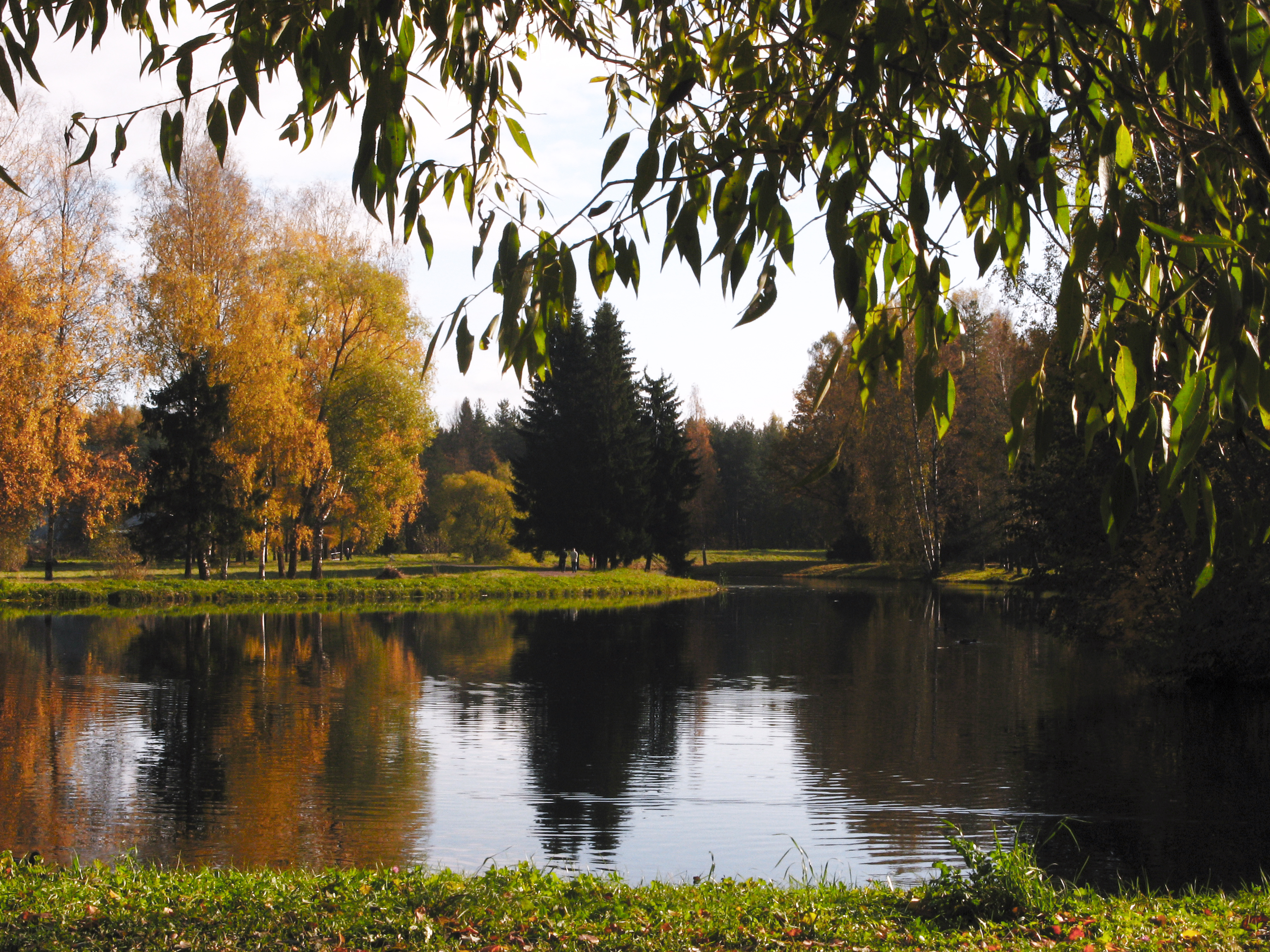
El río Slavyanka en el parque  Pavlovsk en otoño